# Caloptilia isochrysa
Caloptilia isochrysa är en fjärilsart som först beskrevs av Edward Meyrick 1908.  Caloptilia isochrysa ingår i släktet Caloptilia och familjen styltmalar.
Artens utbredningsområde är Nepal. Inga underarter finns listade i Catalogue of Life.